# Střevlík měděný
Střevlík měděný (Carabus cancellatus) je dravý brouk, dříve velmi rozšířený a hojný zástupce čeledi střevlíkovitých v Česku. Na stránkách Natura Bohemica označen statusem NT = téměř ohrožený druh v ČR.

## Rozšíření
Mírné pásmo Evropy. Od severního Španělska a střední Itálii na jihu po střední Skandinávii na severu. Zavlečen byl i do Severní Ameriky.

## Výskyt
Žije na polích, loukách, v zahradách, v otevřené krajině, od rovin po hory asi 1000 metrů nad mořem. Obvykle je možné ho najít od dubna do září, zejména pod kameny, v listí a zbytcích rostlin. Přezimuje v komůrkách až 50 cm hluboko v půdě.

## Biologie
Střevlík měděný dosahuje délky těla 16 až 32 milimetrů. Barva je velmi variabilní a pohybuje se v odstínech bronzových a měděných barev, vzácně až po černou. Je to převážně noční aktivní dravec, živí se hmyzem, jeho larvami, žížalami a plži. Samičky kladou na jaře do půdy 30–45 vajíček. Larvy se několikrát svlékají, před svlékáním se vždy zahrabávají do půdy. Vyvíjejí se asi dva měsíce, od června do července. Přezimuje imago. Typickým znakem brouků je červená barva prvního segmentu antény a stehna nohou. Při ohrožení může vystříknout sekret až do vzdálenosti 25 cm. Je známo 10 poddruhů.

## Poddruhy
- Carabus cancellatus alessiensis Apfelbeck, 1901
- Carabus cancellatus cancellatus Illiger, 1798 – střevlík měděný
- Carabus cancellatus corpulentus Kraatz, 1880
- Carabus cancellatus durus Reitter, 1896
- Carabus cancellatus emarginatus Duftschmid, 1812
- Carabus cancellatus excisus Dejean, 1826
- Carabus cancellatus fusus Palliardi, 1825
- Carabus cancellatus graniger Palliardi, 1825
- Carabus cancellatus intermedius Dejean, 1826
- Carabus cancellatus tibiscinus Csiki, 1906